# Allocyclosa bifurca
Genre
Espèce
Synonymes
- Cyrtophora bifurca McCook, 1887
- Cyclosa fissicauda O. Pickard-Cambridge, 1889
- Cyclosa furcata O. Pickard-Cambridge, 1898

Allocyclosa bifurca, unique représentant du genre Allocyclosa, est une espèce d'araignées aranéomorphes de la famille des Araneidae.

## Distribution
Cette espèce se rencontre à Hispaniola, aux Îles Turques-et-Caïques, à Cuba, en Amérique centrale, au Mexique et aux États-Unis en Floride, en Géorgie, en Alabama, au Mississippi, en Louisiane et au Texas,.

## Description

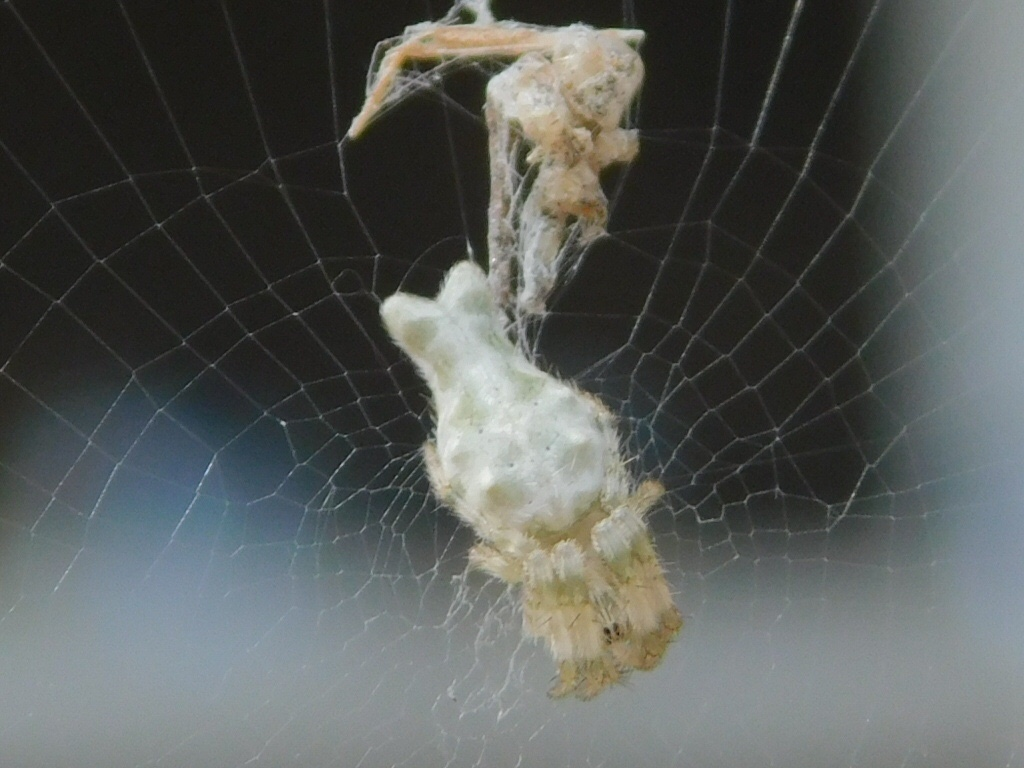
Allocyclosa bifurca

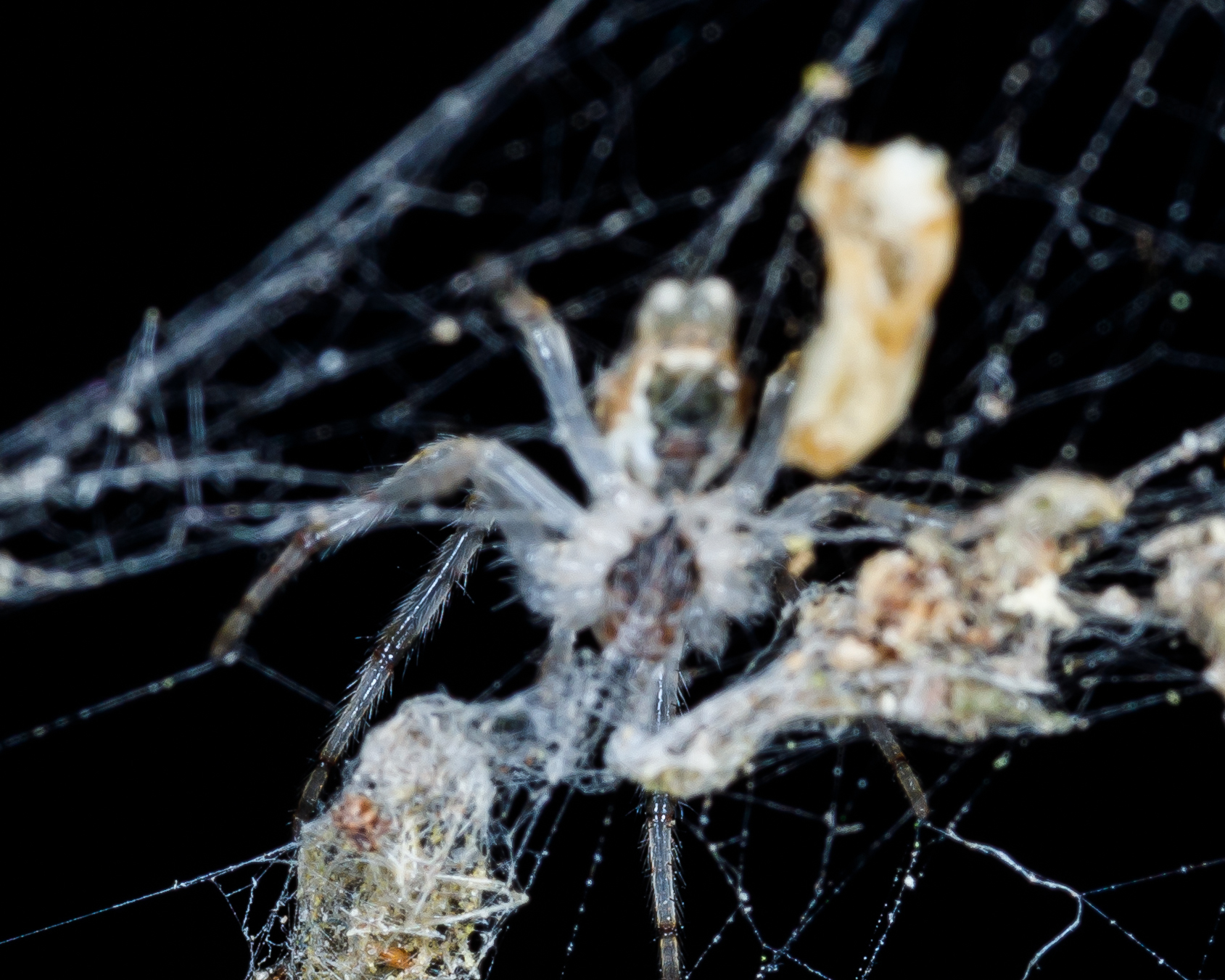
Allocyclosa bifurca

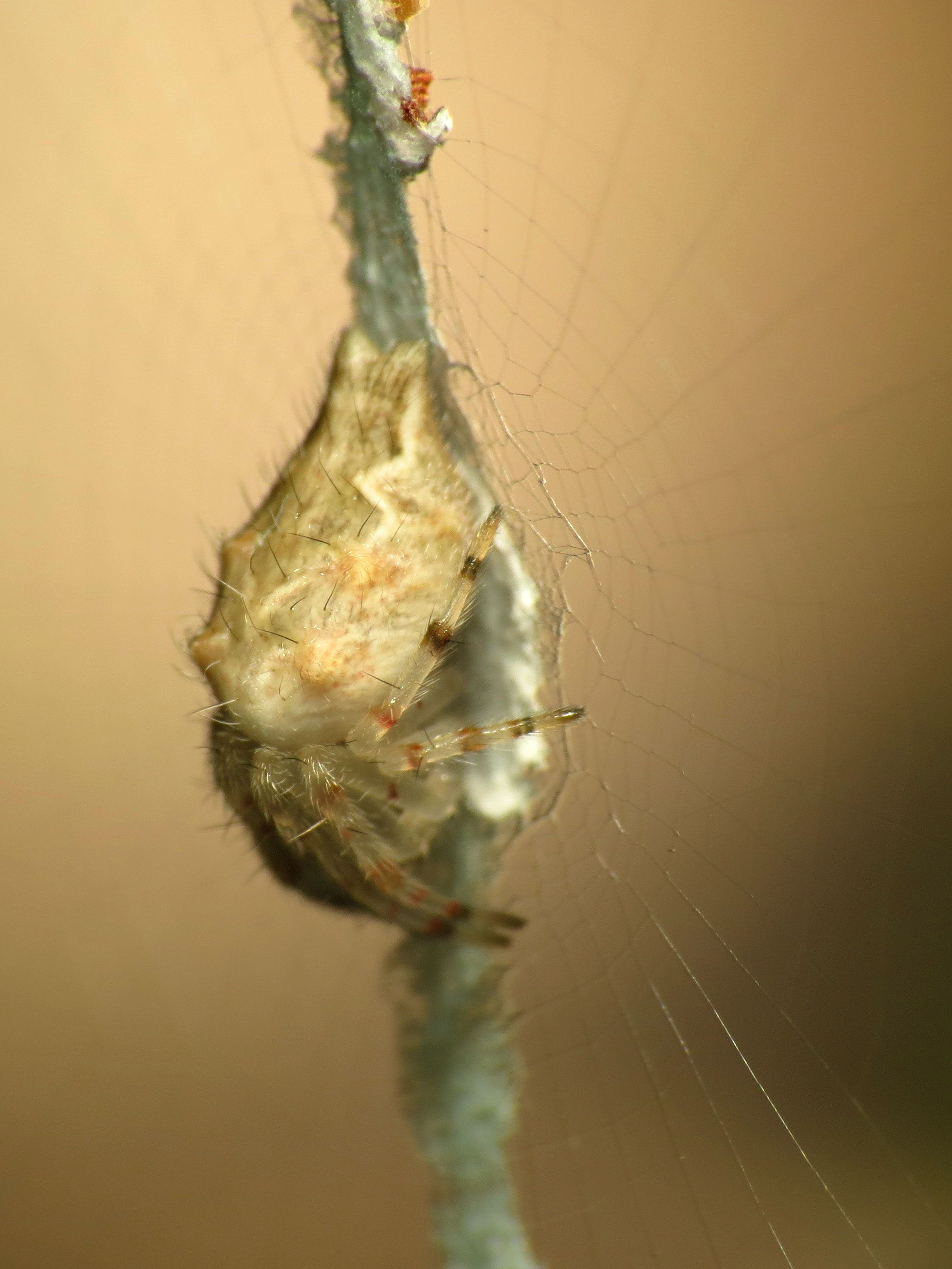
Allocyclosa bifurca

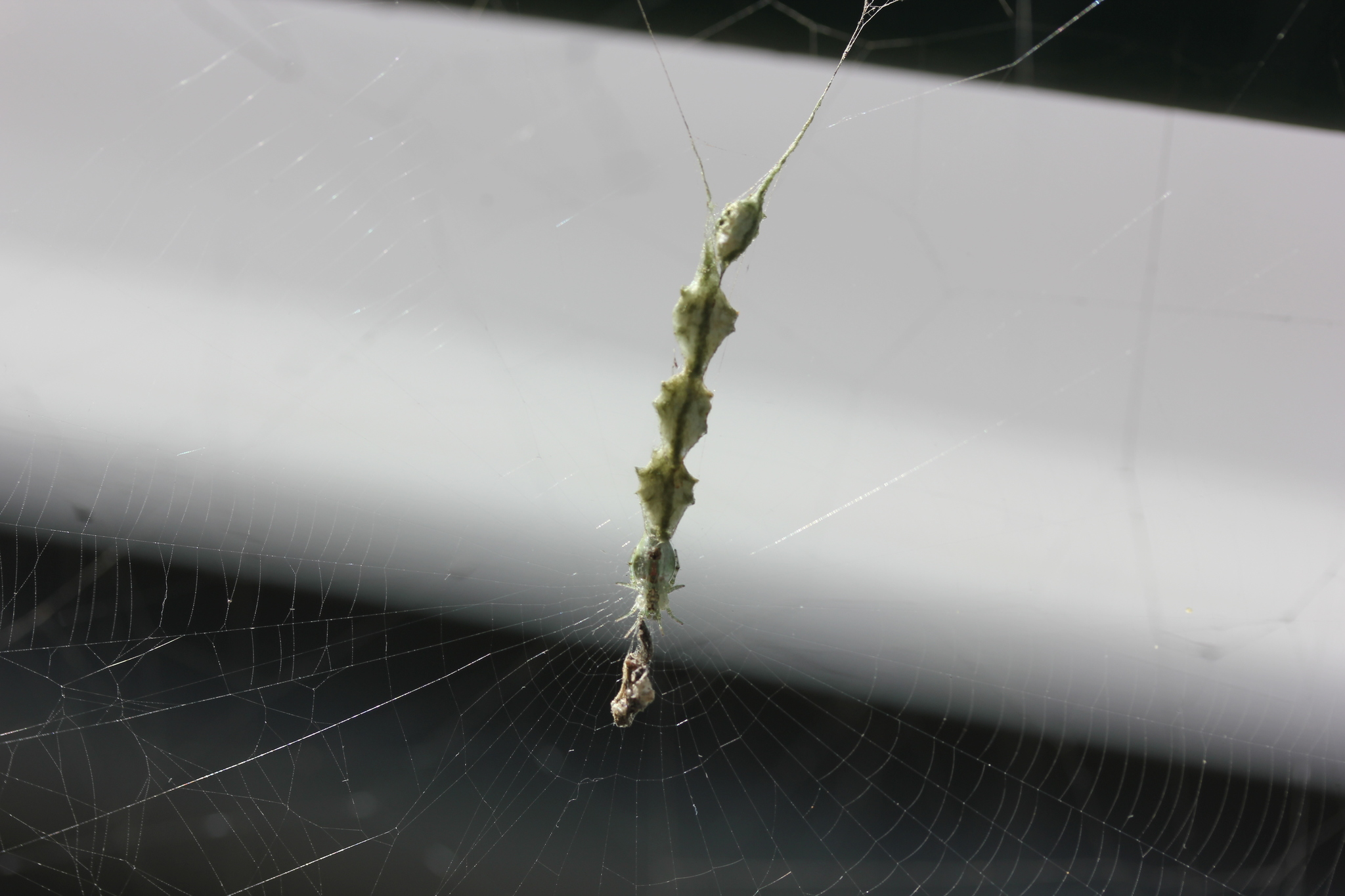
Allocyclosa bifurca

Le mâle décrit par Levi en 1977 mesure 1,8 mm et la femelle 6,5 mm.
Le mâle décrit par Levi en 1999 mesure 1,8 mm et la femelle 7,8 mm.

## Systématique et taxinomie
Cette espèce a été décrite sous le protonyme Cyrtophora bifurca par McCook en 1887. Elle est placée dans le genre Cyclosa par McCook en 1894 puis dans le genre Allocyclosa  par Levi en 1999.
Cyclosa furcata a été placée en synonymie par Levi en 1999.

## Publications originales
- McCook, 1887 : « Note on Cyrtophora bifurca (n. sp.) and her cocoons, a new orb-weaving spider. » Proceedings of the Academy Natural Sciences of Philadelphia, vol. 1887, p. 342-343.
- Levi, 1999 : « The Neotropical and Mexican Orb Weavers of the genera Cyclosa and Allocyclosa (Araneae: Araneidae). » Bulletin of the Museum of Comparative Zoology, vol. 155, p. 299-379 (texte intégral).